# Ryan Hughes (Pokerspieler)
Ryan Hughes (* 1981 in San Francisco, Kalifornien) ist ein professioneller US-amerikanischer Pokerspieler. Er ist dreifacher Braceletgewinner der World Series of Poker.

## Pokerkarriere

### Werdegang
Seine erste Geldplatzierung bei einem Live-Pokerturnier erzielte Hughes Ende September 2002 im Four Queens Hotel & Casino in Las Vegas. Im kalifornischen Inglewood gewann er Mitte Oktober 2013 sein erstes Live-Turnier mit einem Hauptpreis von rund 25.000 US-Dollar. Im Mai 2004 war der Amerikaner erstmals bei der World Series of Poker (WSOP) im Binion’s Horseshoe in Las Vegas erfolgreich und kam bei einem Turnier der Variante No Limit Hold’em in die Geldränge. Ende Mai 2005 gewann er im Commerce Casino in Los Angeles das Main Event der Turnierserie Heavenly Hold’em und sicherte sich über 150.000 US-Dollar. An gleicher Stelle entschied Hughes Mitte Februar 2007 ein Event des L.A. Poker Classic mit einer Siegprämie von mehr als 110.000 US-Dollar für sich. Bei der mittlerweile im Rio All-Suite Hotel and Casino in Paradise am Las Vegas Strip ausgespielten WSOP 2007 siegte er bei einem Turnier in Seven Card Stud Hi-Lo und erhielt ein Bracelet sowie über 175.000 US-Dollar. Auch bei der WSOP 2008 setzte sich der Amerikaner bei einem Event in dieser Variante durch und wurde mit seinem zweiten Bracelet sowie mehr als 180.000 US-Dollar prämiert. Im Juli 2009 gewann er im Hotel Bellagio am Las Vegas Strip ein Turnier des Bellagio Cup, das mit über 230.000 US-Dollar dotiert war. Beim Main Event der World Poker Tour in Biloxi, Mississippi, wurde Hughes Ende Januar 2011 Sechster und erhielt knapp 90.000 US-Dollar. Bei der WSOP 2017 und der im King’s Resort in Rozvadov ausgespielten World Series of Poker Europe erzielte er insgesamt 19 Geldplatzierungen, die viertmeisten aller Spieler. Der Amerikaner erhielt seine höchsten Preisgelder von je rund 60.000 US-Dollar für das erreichte Viertelfinale bei der Heads-Up Championship sowie einen fünften Platz in No Limit Hold’em und belegte damit den dritten Platz im Ranking des WSOP Player of the Year. Bei der WSOP 2018 wurde er bei einem Turnier in Big Bet Mix Zweiter und erhielt rund 75.000 US-Dollar; zudem belegte Hughes den mit über 215.000 US-Dollar dotierten fünften Rang bei der Pot-Limit Omaha Championship. Auch bei der WSOP 2019 schloss er ein Event in Big Bet Mix als Zweiter ab und sicherte sich knapp 80.000 US-Dollar. Auf der Onlinepoker-Plattform WSOP.com gewann der Amerikaner Anfang Juni 2023 unter seinem Nickname dna2rna ein Event der WSOP 2023 und sicherte sich knapp 150.000 US-Dollar sowie sein drittes Bracelet.
Insgesamt hat sich Hughes mit Poker bei Live-Turnieren mehr als 3 Millionen US-Dollar erspielt.

### Braceletübersicht
Hughes kam bei der WSOP 81-mal ins Geld und gewann drei Bracelets:
| Jahr | Buy-in (in $) | Turnier                             | Teilnehmer | Preisgeld (in $) |
| ---- | ------------- | ----------------------------------- | ---------- | ---------------- |
| 2007 | 2000          | Seven Card Stud Hi-Lo 8 or Better   | 340        | 176.358          |
| 2008 | 1500          | Seven Card Stud Hi-Lo 8 or Better   | 543        | 183.368          |
| 2023 | 1000          | WSOP.com No-Limit Hold’em Deepstack | 688        | 145.059          |